# Barbie in De Notenkraker
Barbie in De Notenkraker (Engels: Barbie in the Nutcracker) is een Amerikaanse digitale animatie- en motioncapturefilm uit 2001, geregisseerd door Owen Hurley. De film is gebaseerd op het verhaal van E. T. A. Hoffmann, De Notenkraker en de Muizenkoning en op het klassiek ballet van Tsjaikovski, De Notenkraker. Barbie vertolkt hierin de rol van Clara. Barbie in De Notenkraker was de eerste film over Barbie sinds 1987 en de eerste in een serie van digitaal geanimeerde Barbiefilms. De film werd opgevolgd door Barbie als Rapunzel.

## Verhaallijn
Barbie speelt in haar allereerste film een meisje genaamd Clara. Samen met haar jongere broertje Tommy woont ze bij hun grootvader Drosselmeyer. Op kerstavond komt hun tante Elisabeth en geeft hun beide cadeaus. Tommy krijgt een soldaat en Clara een Notenkraker. Tante Elisabeth vertelt Clara dat hij er misschien niet uitziet als een prins maar vanbinnen er wel een is. Dan probeert Tommy de Notenkraker van Clara af te pakken en maakt zijn arm kapot. Clara maakt met een stukje lint een soort mitella voor de arm.  
Wanneer ze in slaap gevallen is op de bank, wordt ze midden in de nacht wakker en ziet ze haar Notenkraker levend en vechtend met een aantal muizen. Ze besluit haar Notenkraker te helpen, wat verkeerd uitpakt. Ze wordt zelf ook betoverd door de Muizenkoning, in de lengte van een pop. De Notenkraker vertelt Clara dat hij op zoek is naar een Suikertaartfee die de betovering kan verbreken en de Muizenkoning kan verslaan. Hij zegt dat zij haar waarschijnlijk ook kan helpen om terug haar normale lengte te krijgen. Clara twijfelt of ze wel met hem mee zou gaan en vraagt zich af hoe ze ooit terug thuis zal geraken. Daarop geeft de uil, die op de staande klok zat, haar een ketting, die om de hals van de ballerina-kersthanger hing. Ze vertelt dat wanneer ze de ketting openmaakt, ze terug naar huis keert. 
In het land Pardenië aangekomen, komen ze twee kinderen tegen die zeggen dat de rechtmatige Koning, Prins Eric, verdwenen is en in de val is gelokt door de Muizenkoning. Pimm (de vleermuis van de Muizenkoning) hoort de Notenkraker en Clara praten over de Suikertaartfee en informeert de Muizenkoning. De Muizenkoning leert meer over de Suikertaartfee en is woedend. Hij wil koste wat het kost dat de Notenkraker de Suikertaartfee niet vindt. 
Samen met Majoor Munt en Kolonel Zoetekauw gaan Clara en de Notenkraker op zoek naar de Suikertaartfee. Ze moeten over de stormen van zee heen met een paard genaamd Marsepein. Aangekomen op het eiland van de Suikertaartfee wordt de groep zonder Clara gevangengenomen door de vleermuizen van de Muizenkoning. Clara besluit om haar vrienden te redden uit het kasteel van de Muizenkoning en gaat er alleen naartoe. Nadat ze haar vrienden bevrijd had van de Muizenkoning, komen de Notenkraker en de Muizenkoning in een gevecht waarin hij gewond raakt. Clara probeert de Notenkraker nog te redden terwijl de Muizenkoning haar nog kleiner wil maken. De Notenkraker ziet dit en vuurt de spreuk met zijn zwaard op de Muizenkoning zelf waardoor hij heel klein wordt. Wanneer Clara de Notenkraker kust, verandert de Notenkraker in Prins Eric en Clara verandert in een ballerina, de Suikertaartfee. De betovering is verbroken. Prins Eric vraagt om haar hand, maar de Muizenkoning duikt weer op op zijn vleermuis Pimm en pakt de ketting van Clara af en maakt het open. Daarop begint Clara langzaam te verdwijnen.
Clara wordt wakker en haar Notenkraker is verdwenen. Grootvader Drosselmeyer komt de kamer binnen. Clara vraagt waar haar Notenkraker is. Dan komt haar broertje Tommy de kamer binnen en ze vraagt ook aan hem waar haar Notenkraker is. Als hij ook niet weet waar haar Notenkraker is, komt haar tante Elisabeth de kamer in met een jongeman die sprekend op Prins Eric lijkt. Hij geeft Clara haar ketting terug en vraagt haar ten dans.

## Ballet
Peter Martins was de choreograaf voor de balletstukken in deze film. Dansers van het New York City Ballet voerden deze uit en met behulp van motion capture werden deze gebruikt voor de personages in de film. Maria Kowroski voerde de choreografie van Barbie en Clara uit en Charles Askegard die van de Notenkraker.

## Muziek
Arnie Roth stond in voor de muziek, die gebaseerd is op De Notenkraker van Tsjaikovski en werd uitgevoerd door het London Symphony Orchestra. 

## Rolverdeling
| Acteur                  | Personage         | Nederlandse stemmen |
| ----------------------- | ----------------- | ------------------- |
| Barbie                  | Kelly Sheridan    | Laura Vlasblom      |
| Clara                   | Kelly Sheridan    | Laura Vlasblom      |
| De Notenkraker          | Kirby Morrow      | Bart Bosch          |
| De Muizenkoning         | Tim Curry         | Tom Van Landuyt     |
| Vleermuis Pimm          | Peter Kelamis     | Jon Van Eerd        |
| Majoor Munt             | Christopher Gaze  | Just Meijer         |
| Kolonel Zoetekauw       | Ian James Corlett | Rolf Koster         |
| Shelly                  | Chantal Strand    | Kirsten Fennis      |
| Tante Elisabeth         | Kathleen Barr     | Ingeborg Wieten     |
| Grootvader Drosselmeyer | French Tickner    | Ruud Drupsteen      |
| De Uil                  | Kathleen Barr     | Hetty Heyting       |
| Tommy                   | Alex Doduk        | Jurre Wieten        |
| Pepermuntmeisje         | Britt McKillip    | Kirsten Fennis      |
| Gemberkoekjongen        | Danny McKinnon    | Jurre Wieten        |
| Fairies                 | Shona Gailbraith  | /                   |

## Moraal
Elke Barbiefilm wil een moraal meegeven en deze wordt op het einde van de aftiteling weergegeven. Bij deze film is dat: 'Anything is Possible' oftewel: 'Alles is mogelijk'.